# Paleolimnologia
A paleolimnologia (grego: paleon = velho, limne = lago, logos = estudo) é uma subdisciplina científica intimamente relacionada à limnologia e à paleoecologia.
Os estudos paleolimnológicos preocupam-se em reconstruir os paleoambientes das águas interiores (lagos e córregos; água doce, salobra ou salina) - e, especialmente, mudanças associadas a eventos como mudanças climáticas, impactos humanos (por exemplo, eutrofização ou acidificação) e processos ontogênicos internos. Paleolimnologia é a ciência multidisciplinar que usa as informações físicas, químicas e biológicas (isto é, dados ou indicadores de proxy) preservadas nos perfis de sedimentos para reconstruir as condições ambientais passadas nos sistemas aquáticos interiores.
Uma das principais fontes de pesquisas paleolimnológicas recentes é o Journal of Paleolimnology.